# Спинни, Кэролл
Кэ́ролл Спи́нни (англ. Caroll Spinney; 26 декабря 1933, Уолтем, Массачусетс — 8 декабря 2019[…], Вудсток) — американский кукловод, актёр озвучивания, художник-иллюстратор, писатель. Наиболее известен тем, что играл и озвучивал двух главных маппетов «Улицы Сезам» — Большую Птицу и Оскара — с 1969 по 2018 год. В титрах актёр зачастую указывался как Кэрролл Спинни или Эд Спинни.

## Биография
Кэролл Эдвин Спинни родился 26 декабря 1933 года в городе Уолтем (Массачусетс). Мать — англичанка, родом из Болтона. Мальчик с малых лет проявлял способности к рисованию, а с пяти лет заинтересовался кукловодством, посмотрев в театре кукол постановку «Три маленьких котёнка». С восьми лет Кэролл начал показывать кукольные представления своим родным и друзьям, его первыми персонажами стали обезьяна и плюшевая змея, которых он уговорил маму купить на распродаже. Впечатлённая талантом сына, на следующее Рождество мама подарила ему кукольный театр Панч и Джуди. К 12 годам у мальчика было уже около 70 кукол. Став подростком, Кэролл не оставил своего детского увлечения, а, наоборот, развивал его и даже заработал с помощью своего кукольного театра деньги на обучение в колледже.
После окончания старшей школы Эктон-Боксборо Кэролл Спинни был призван в армию, служил в ВВС с 1952 по 1956 год. В 1955 году Спинни, несмотря на службу в армии, переехал в Лас-Вегас, где начал давать кукольное представление «Кролик-мошенник» в разных заведениях, однако это шоу просуществовало недолго, так как по долгу службы он был отправлен в Германию. В 1958 году он вернулся в Бостон, где стал «рукой и голосом» Гугла в представлении «Шоу Джуди и Гугла». В 1960-х годах был мультипликатором и рекламным художником, но особых успехов на этом поприще не достиг.

### «Улица Сезам»
Кэролл Спинни познакомился с создателем «Маппет-шоу», Джимом Хенсоном, ещё в 1962 году. Хенсон тогда был готов поговорить об участии Спинни в его маппет-проекте, но по ряду причин беседа тогда так и не состоялась. Следующая их встреча состоялась только в 1969 году, Хенсон и Спинни заключили договор, и с конца того же года последний приступил к кукловодству для «Улицы…» двух главных персонажей — Большой Птицы и Оскара. По состоянию на конец 2017 года актёр, несмотря на возраст, продолжал играть этих персонажей, давая уроки мастерства владения этими персонажами молодым кукловодам, в частности, Эрику Джейкобсону.
Именно Спинни придумал ещё одного персонажа «Улицы…»: Мусорщика Бруно. В некоторых выпусках, где Оскару нужна хоть какая-то динамика, Бруно таскает мусорный бак с Оскаром по Улице. Внутри костюма Бруно находится Кэролл Спинни, руки мусорщика не являются руками актёра, а просто статически держат бак, а своими руками Спинни «работает» Оскара. Бруно редко говорит что-либо, но если это случается, то озвучивает его также Спинни.
С Птицей и Оскаром Спинни выступал в Австралии, Китае, Японии, Европе. Они дирижировали оркестрами в США и Канаде (в том числе оркестром Бостон Попс), неоднократно бывали с визитами в Белом доме, выступая перед всеми президентами, начиная с Никсона. Голоса Птицы и Оскара присутствуют в десятках композиций разных музыкальных групп.
В 2014 году на экраны вышел документальный фильм «Я — Большая Птица: История Кэролла Спинни».

### Личная жизнь и смерть
Кэролл Спинни был женат дважды. Его первую жену звали Дженис, с ней актёр заключил брак в 1960 году, развёлся в 1971 году, детей нет.

Вторую жену актёра звали Дебра. Она была на 17 лет младше своего мужа. Брак был заключён 4 июня 1973 года или в 1979 году и продолжался до самой смерти Спинни. От него у актёра трое детей и четверо внуков и внучек (на 2015 год).
Кэролл Спинни скончался 8 декабря 2019 года в своём доме в городке Вудсток, штат Коннектикут. Последние пару лет перед смертью актёр страдал дистонией.

## Награды и номинации
С полным списком кинематографических наград и номинаций Кэролла Спинни можно ознакомиться на сайте IMDb.
- 1971 — Грэмми в категории «Лучшая звукозапись для детей» за роль в выпуске «Улицы Сезам» — победа.
- 1976 — Грэмми в категории «Лучшая звукозапись для детей» за роль в выпуске «Улицы Сезам» — номинация.
- 1974, 1976, 1979, 1984, 2006, 2007 — Дневная премия «Эмми» в категории «Лучшее выступление в детской программе» за роли в выпусках «Улицы Сезам» — победы.
- 1998, 1999, 2010, 2011, 2012 — Дневная премия «Эмми» в категории «Лучшее выступление в детской программе» за роли в выпусках «Улицы Сезам» — номинации.
- 1994 — Звезда на Голливудской «Аллее славы» («Телевидение»).

## Избранная фильмография

### «Улица Сезам»
- 1969—2018 — Улица Сезам / Sesame Street — Большая Птица / Оскар / второстепенные роли (в 311 выпусках). В том числе спецвыпуски:
  - 1978 — Канун Рождества на Улице Сезам[англ.] / Christmas Eve on Sesame Street
  - 1983 — Большая Птица в Китае[англ.] / Big Bird in China
  - 1983 — Картины не кушать![англ.] / Don’t Eat the Pictures
  - 1985 — Улица Сезам представляет: Иди за той птицей / Sesame Street Presents Follow That Bird
  - 1988 — Большая Птица в Японии[англ.] / Big Bird in Japan
  - 1999 — Улица Сезам: Золушка Элмо[англ.] / CinderElmo
  - 1999 — Приключения Элмо[англ.] / The Adventures of Elmo in Grouchland
  - 2007 — Рождество Элмо: Обратный отсчёт[англ.] / Elmo’s Christmas Countdown
  - 2008 — Эбби в Стране чудес[англ.] / Abby in Wonderland — Оскар (Червонный Ворчун)

### Прочие фильмы, сериалы и передачи
- 1972, 1975 — The Electric Company[англ.] — Большая Птица / Оскар (в 2 эпизодах)
- 1979 — Маппеты / The Muppet Movie — Большая Птица
- 1981 — Наш сосед мистер Роджерс[англ.] / Mister Rogers' Neighborhood — Большая Птица (в 1 эпизоде)
- 1981 — Большое кукольное путешествие / The Great Muppet Caper — Оскар
- 1986 — Маппеты: 30-я годовщина[англ.] / The Muppets: A Celebration of 30 Years — Большая Птица / Оскар
- 1987 — Семейное Рождество маппетов[англ.] / A Muppet Family Christmas — Большая Птица / Оскар
- 1993 — Дорога домой: Невероятное путешествие / Homeward Bound: The Incredible Journey — собака в приюте (в титрах не указан)
- 2001 — Между львами[англ.] / Between the Lions — Большая Птица (в 1 эпизоде)
- 2004 — Западное крыло / The West Wing — Большая Птица (в эпизоде Eppur Si Muove)
- 2009 — Клиника / Scrubs — Оскар (в эпизоде My ABC’s)
- 2009 — Ночь в музее 2 / Night at the Museum: Battle of the Smithsonian — Оскар
- 2009 — Шоу Бонни Хант[англ.] / The Bonnie Hunt Show — Оскар (в 1 эпизоде)
- 2009, 2012 — Джимми Киммел в прямом эфире / Jimmy Kimmel Live! — Большая Птица / Оскар (в 3 выпусках)
- 2012, 2015 — В субботу вечером в прямом эфире / Saturday Night Live — Большая Птица (в 2 выпусках)
- 2013, 2014 — Отчёт Кольбера / The Colbert Report — Большая Птица / Оскар (в 2 выпусках)
- 2015 — Портландия / Portlandia — Оскар (в эпизоде Fashion)
- 2015 — Сверхъестественное / Supernatural — Большая Птица (в эпизоде Inside Man)

### Видеоигры
Основная статья — Видеоигры «Улица Сезам».
- 2011 — Sesame Street: Once Upon a Monster[англ.] — Оскар